# (10741) Valeriocarruba
(10741) Valeriocarruba est un astéroïde de la ceinture principale.

## Description
(10741) Valeriocarruba est un astéroïde de la ceinture principale. Il fut découvert le 16 septembre 1988 à l'Observatoire interaméricain du Cerro Tololo par Schelte J. Bus. Il présente une orbite caractérisée par un demi-grand axe de 2,58 UA, une excentricité de 0,10 et une inclinaison de 16,0° par rapport à l'écliptique.